# 肯定無法忘懷
《肯定無法忘懷》，是日本摇滚樂團ZARD的第10張單曲和代表作之一。1993年11月3日發行。

## 簡介
距離前作《再多些 再多一些...》後不足2個月的單曲。發行首週以29.1萬張的銷量登上Oricon公信榜冠軍，最終銷量達87.2萬張，是ZARD銷量第5高的單曲。
單曲發行的時候已經接近年末，加上此作本身是長銷品，最終在1993年和1994年連續兩年登上Oricon公信榜年榜頭100名内。
單曲的宣傳影片裏全部都是坂井泉水的靜止影像，包括拍攝封面的花絮照片，直到她過世之後，她演唱這首歌曲的完整MV才正式被公開。

## 收錄曲
1. 肯定無法忘懷（きっと忘れない）
作詞：坂井泉水
作曲：織田哲郎
編曲：明石昌夫
  - 被用作松雪泰子主演的電視劇《白鳥麗子》第二季的片尾曲[2]，而該電視劇的大結局標題也起用這首歌曲的名字。
  - 2007年6月27日，坂井泉水的音樂葬在東京舉行，參加者免費得到的紀念卡上印有這首歌曲的部分坂井親筆歌詞。
  - 2009年舉行的悼念演唱會《What a beautiful memory》，選用了這首歌曲作為開場，打破以往使用《搖擺的想念》的慣例。
  - 開頭副歌部份的編曲與《OH MY LOVE》專輯的版本略有不同。
  - 歌曲原本的標題為《遠くはなれても》。
2. 黃昏中的Lonely Heart （黄昏にMy Lonely Heart）
作詞：坂井泉水
作曲：栗林誠一郎
編曲：明石昌夫
3. 肯定無法忘懷（Original Karaoke）
作詞：坂井泉水
作曲：織田哲郎
編曲：明石昌夫
4. 黃昏中的Lonely Heart（Original Karaoke）
作詞：坂井泉水
作曲：栗林誠一郎
編曲：明石昌夫